# Vortigern

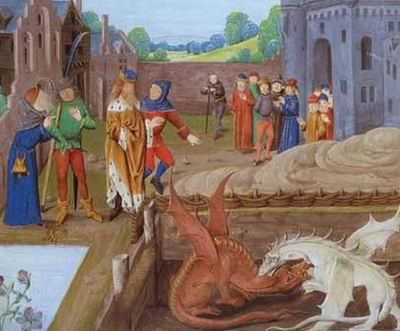
Vortigern

Vortigern – władca Brytów w latach ok. 449-476 n.e., w południowo-wschodnim królestwie Kentu.
Według legend arturiańskich pod tym imieniem występuje władca – uzurpator Brytanii. Uzyskał on pomoc saskich najemników w celu odparcia ataków plądrujących Brytanię Piktów, Szkotów i Sasów. Najemnicy jednak wkrótce sprowadzili posiłki i rozpoczęli inwazję wyspy. Vortigern podjął wtedy nieudaną próbę pogodzenia Brytów i Sasów, ci ostatni jednak dokonali podczas spotkania w Stonehenge masakry przyniesioną w ukryciu bronią.
Oszczędzony władca zbiegł do Walii, gdzie próbował zbudować wieżę, która zgodnie z legendą wciąż się rozpadała. Dopiero Merlin wyjaśnił, że przyczyną ciągłego popadania wznoszonej budowli w ruinę są dwa walczące pod fundamentami smoki, biały i czerwony – symbolizujące dwa walczące narody – odpowiednio Sasów i Brytów. Vortigern zbiegł ponownie, po czym został zabity przez prawowitych władców Brytanii – braci Ambrosiusa i Uthera Pendragona.